# Четвертинний період
| Четвертинний період                                           |                                                          |
| Хронологія                                                    | 2.588–0 млн років тому                                   |
| Середня концентрація кисню (O2) впродовж періоду              | бл. 20.8 % (104 % від сучасного рівня)                   |
| Середня концентрація вуглекислого газу (CO2) впродовж періоду | бл. 250 ppm (у 1 разів більше доіндустріального періоду) |
| Середня температура поверхні впродовж періоду                 | бл. 14 °C (на 0 °C вище сучасного рівня)                 |

Четвертинний період, антропоген (грец. ανθρωπος — людина, γενεσις — виникнення) — хроностратиграфічний підрозділ міжнародної хроностратиграфічної шкали, найновіший період історії Землі, який почався 2,588 млн років тому й триває дотепер.

## Історія дослідження
Вперше четвертинні відклади були виділені в самостійну групу в середині XVIII ст. У 1760 італійський вчений Дж. Ардуіно розділив усі гірські породи на 4 групи, наймолодші з яких назвав «четвертим підрозділом гір». У 1825 французький вчений Ж. Денуає запропонував виділити післятретинні відклади в особливу четвертинну систему. У 1830 Ч. Лайєль увів термін «найновіші» відклади, а у 1832 запропонував термін «плейстоцен» для позначення всіх відкладів молодших за пліоценові. У 1846 швейцарський геолог Е. Форбс використав термін «плейстоцен» для позначення відкладів тільки льодовикового періоду, включаючи сучасні. Надалі термін «плейстоцен» закріпився в розумінні Форбса, а для післяльодовикових (чи сучасних) відкладів П. Жерве увів термін «голоцен».
Назву антропоген вперше вжив 1922 російський геолог О. П. Павлов, який за її змістом (період людини) відобразив принцип виділення та основну особливість. Систему відкладів антропогену називали: англійський геолог В. Букланд (1823) — делювієм, французький геолог Ж. Денуає (1828) — четвертинною. Назви делювій (букв. — потоп) і четвертинна система («четверта фаза творіння») виникли в зв'язку з біблійними уявленнями про історію Землі.
У 1963 році рішенням Міжнародної Стратиграфічної Комісії у четвертинному періоді виділено 4 основні підрозділи: нижньо-, середньо- і верхньочетвертинні та сучасні. За таксометричним рангом вони нижче ярусу і зони, оскільки вся Ч.с. за своїм об'ємом відповідає одній зоні Globorotalia truncatulinoides.
У 1959 В. О. Зубаков та І. І. Краснов запропонували стратиграфічну класифікацію підрозділів Ч.с., з деякими змінами прийняту в 1973 р. Нижче зони виділено: розділ, ланка (відповідає основним підрозділам схеми 1963), ступінь (чи кліматоліт), стадіал, рівень (або нашарування). У регіональних стратиграфічних схемах як основні підрозділи виділяються горизонти, які звичайно відповідають ступеням (кліматолітам) загальної шкали. Інтервал 1,65-0,8 млн років, виділяється як самостійний розділ еоплейстоцену. У Західній Європі цей інтервал відносять до нижнього плейстоцену, а відклади вважають середньоплейстоценовими. В еоплейстоцені в міжрегіональній схемі (1986) ступені (горизонти) не виділено, хоча в багатьох регіональних схемах вони існують.
Суттєва різниця Ч.с. від решти систем фанерозою зумовила використання певних методів дослідження та специфіку комплексу розроблюваних проблем. Особливості Ч.с. обумовили виникнення самостійної галузі науки — четвертинної геології.
Антропоген — найкороткотриваліший з усіх геологічних періодів — 2,6 млн р. За рішенням Міжнародної Стратиграфічної Комісії (січень 2008) антропоген розчленовано на дві епохи — плейстоцен і голоцен.

## Наукове вивчення
Існує міжнародна наукова громадська організація, що об'єднує декілька тисяч вчених різних наукових галузей, які займаються вивченням четвертинного періоду — Міжнародний союз із вивчення четвертинного періоду (англ. International Union for Quaternary Research, INQUA).

## Загальна характеристика
| Система/ Період | Відділ/ Епоха  | Ярус/ Вік      | Вік (млн років) | Вік (млн років) |
| --- | -------------- | -------------- | --------------- | --------------- |
| Антропоген, Q | Голоцен, Q2    | Мегхалейський  | 0               | 0,0042          |
| Антропоген, Q | Голоцен, Q2    | Нортгриппський | 0,0042          | 0,0082          |
| Антропоген, Q | Голоцен, Q2    | Гренландський  | 0,0082          | 0,0117          |
| Антропоген, Q | Плейстоцен, Q1 | Тарантський    | 0,0117          | 0,126           |
| Антропоген, Q | Плейстоцен, Q1 | Тібанський     | 0,126           | 0,781           |
| Антропоген, Q | Плейстоцен, Q1 | Калабрійський  | 0,781           | 1,80            |
| Антропоген, Q | Плейстоцен, Q1 | Гелазький      | 1,80            | 2,58            |
| Неоген, N | Пліоцен, N2    | П'яченцький    | старіше         | старіше         |
| Примітки і коментаріПідрозділи четвертинної системи наведені згідно МКС, станом на 2018 рік. Для голоценових віків і ярусів встановлено датування відносно 2000 року (тобто гренландій розпочався 11,7 тис. років тому, відраховуючи від останнього мілленіуму). Чибаній і Тарантій є неофіційними пропонованими назвами для ярусів середнього і верхнього плейстоцену, відповідно. У Європі та Північній Америці голоцен традиційно поділяється на Пребореальний, Бореальний, Атлантичний, Суббореальний і Субатлантичний періоди за схемою Блітта — Сернандера (англ. Blytt–Sernander). Існує багато локальних систем поділу верхнього плейстоцену. Головними елементами такої переодизації слугують стадії наступу льодовиків (гляціали, льодовикові періоди) та їхнього відступу (інтергляціали, межильодовиків'я). |                |                |                 |                 |
| п о р |                |                |                 |                 |

У стратиграфічній шкалі проходить за неогеновою системою (періодом). Початок Ч.п. прийнятий Міжнародною стратиграфічною комісією (МСК) та Міжнародним союзом геологічних наук у 1,65 млн років. Підрозділяється на плейстоцен і голоцен.
Відклади антропогену представлені пісками, гравіями, глинами, суглинками, торфом. В плейстоценовому, а також в інших відкладах антропогену поширені валунні глини і суглинки, які часто називають мореною, оскільки походження їх пов'язується з діяльністю льодовиків. Найхарактернішою породою антропогену в середній смузі Європи, особливо в Україні, а також в Середній Азії, Китаї, Північній Африці є карбонатний суглинок — лес жовтуватопальового кольору. На лесі сформовані родючі чорноземні ґрунти. В гоміцені утворилися суглинки переважно червоного і червонуватого кольору. Найдавнішими відкладами антропогену в Україні вважаються нижні шари гравію долини річки Дністра і чаудинські шари Керченського півострова.
Протягом антропогену, особливо в плейстоцені, проявлялася Альпійська складчастість, що призвело до значних порушень земної кори не тільки в горах, а й на рівнинах; з цими порушеннями (див. Тектоніка) пов'язані поява і зникнення Хазарського (плейстоцен), Балтійсько-Біломорського і Хвалинського (пізній плейстоцен — голоцен) морських басейнів і відкладання гравіїв і пісків, які місцями (Прикаспійські райони) стали колекторами нафти. У відкладах антропогену в Сибіру є родовища розсипного золота та інші.
Значна частина антропогенних відкладів є важливою будівельною сировиною.

## Зміна тривалості доби
Через притягання Місяця, видимим проявом чого є припливи, швидкість обертання Землі поступово зменшується. За сторіччя тривалість земної доби збільшується приблизно на 2 мілісекунди.
Зміну довжини дня протягом геологічного часу було перевірено експериментально, завдяки підрахунку кільцевих ліній у викопних коралів. Корали відкладають на своєму зовнішньому скелеті у вигляді кілець карбонат кальцію; циклічність відкладення кілець пов'язана як з денним освітленням, так і з періодичними сезонними змінами: в 1963 році американський палеонтолог Джон Веллс (1907-1994) відкрив, що з кільцевих утворень на епітеке коралів можна визначити кількість днів в році тієї епохи, коли ці корали жили. З огляду на зміну тривалості року і екстраполюючи назад в часі уповільнення швидкості обертання Землі завдяки впливу Місяця, можна також визначити тривалість доби в той чи інший геологічний період:
| Час         | Геологічний період | Число днів в році | Тривалість доби |
| ----------- | ------------------ | ----------------- | --------------- |
| Сьогодні    | Четвертинний       | 365               | 24 год          |
| 100 млн л.т | Юра                | 380               | 23 год          |
| 200 млн л.т | Перм               | 390               | 22,5 годин      |
| 300 млн л.т | Карбон             | 400               | 22 год          |
| 400 млн л.т | Силур              | 410               | 21,5 год        |
| 500 млн л.т | Кембрій            | 425               | 20,5 год        |

Щоб дізнатися тривалість доби до епохи виникнення коралів, вченим довелося вдатися до допомоги синьозелених водоростей. З 1998 року китайські дослідники Чжу Шисін, Хуан Сюегуан і Синь Хоутянь з Тяньцзіньського інституту геології і мінеральних ресурсів проаналізували більше 500 відкладень строматолітів віком 1,3 мільярди років, що колись росли біля екватора і похованих на горах Яньшань. Синьозелені водорості реагують на зміну світлого і темного часу доби напрямком свого зростання і глибиною кольору: вдень вони світлі і ростуть вертикально, вночі мають темне забарвлення і ростуть горизонтально. Враховуючи швидкість їхнього росту і накопичені наукові дані, виявилося можливим визначити річний, місячний і щоденний ритми росту синьозелених водоростей: вчені зроблили висновок, що 1,3 мільярда років тому (в докембрійських епоху) земна доба тривала 14,91-16,05 годин, а рік складався з 546-588 днів. Звіт про дослідження було опубліковано у Journal of Micropaleontology і він привернув велику увагу як у країні, так і за кордоном.
Існують і противники цієї оцінки, що вказують що дані досліджень стародавніх приливних відкладень, субліторальних карбонічних фацій (тайдалітів), суперечать їй.
Згідно з новим міжнародним дослідженням, збільшення тривалості дня могло мати важливий вплив на характер і час насичення Землі киснем.

## Четвертинні фауна і флора
Характерними тваринами антропогену були мамут (кілька видів), носоріг волохатий, велетенський олень (вимерли переважно внаслідок прямого знищення людиною) та численні інші представники тваринного світу, що існують і тепер. Північні олені і вівцебики в плейстоцені і голоцені взимку заходили на територію України.
Рослинний світ був представлений сучасними формами. На початку антропогену в межах Великого Середземномор'я сформувалася сучасна людина, яка поступово розселилася на всій земній кулі. В Україні (на півдні) рештки викопних людей і місця їхнього проживання відомі, починаючи з плейстоцену.

## Четвертинні відклади

### Класифікація
Генетична класифікація четвертинних відкладів:
- Елювіальний ряд
  - Елювій
  - Ґрунт
- Фітогенний ряд
  - Торф'яники
- Колювіальний ряд
  - Колювій
  - Соліфлюкційний тип
  - Делювій
- Аквальний ряд
  - Алювій
  - Пролювій
  - Лімнічний тип
- Субтеральний ряд
  - Печерні відклади
  - Фонтанальні відклади
- Гляціальний ряд
  - Гляціальні
  - Флювіогляціальні
  - Лімногляціалні
- Еоловий ряд
  - Еолові відклади
- Субарерально-морський ряд
  - Дельтові відклади
  - Естуарні
  - Лагунні
  - Припливно-відпливні
  - Гляціально-морські
- Морський ряд
  - Гідрогенні відклади
  - Гравітаційні
  - Айсбергові
  - Біогенні
  - Хемогенні
  - Гідротермальні
  - Підводно-елювіальні
- Вулканогенний ряд
  - Екструзивні відклади
  - Ефузивні
  - Грязевулканічні
  - Лахарові
- Техногенний ряд
  - Техногенні відклади

### Четвертинні відклади і формування корисних копалин.
Протягом четвертинного періоду відбулися потужні тектонічні рухи земної кори, особливо в гірських поясах, інтенсивно проявлявся вулканізм. Серед континентальних відкладів, що панують на сучасній суші, розрізняють ряд генетичних типів, які відрізняються за генезисом, будовою та складом. Крім льодовикових відкладів (морени, флювіогляціальні та озерно-льодовикові відклади) та лесів широко розвинуті алювій, пролювій, озерні відклади, еолові піски, елювій, колювій, а на приморських рівнинах — морські відклади.
З четвертинними відкладами пов'язані родовища багатьох корисних копалин: розсипних (золото, алмази, каситерит, ільменіт та ін.), кір вивітрювання (боксити, марганець, нікель), нерудних будівельних матеріалів (глини, суглинки, піски, галечники, валуни, вапняки), торфу, сапропелів, бурого вугілля, природного газу, діатомітів, бобових залізних руд, солей, лікувальних грязей. У районах розвитку молодого вулканізму зустрічаються і розробляються поклади сірки, марганцю, відомі термальні джерела. Щораз більше залучаються в сферу розробки корисні копалини, розвинуті на морському дні і на шельфі: залізо-марганцеві та інші конкреції, а також прояви гідротермальних сульфідних руд. Велике значення в ряді районів набуває використання прісних підземних вод як різновиду четвертинних корисних копалин, оскільки більша частина їх міститься саме в четвертинних відкладах..
Вивчення утворень четвертинного періоду важливе для вирішення інженерно-геологічних задач при веденні гірничих робіт, у гідротехнічному, житловому, промисловому та шляховому будівництві. У зв'язку з активною антропогенною дією на навколишнє середовище велике значення має вивчення геологічної історії четвертинного періоду, його палеогеографічних особливостей.

## Вплив змін клімату на осадонакопичення, фауну та флору
Обриси суші та моря за четвертинного періоду зазнали не настільки великих змін, тому на сучасній суші переважають континентальні відклади, на яких будується детальна стратиграфія Ч.с. Найхарактернішою рисою четвертинного періоду є різкі зміни клімату, які призводять до періодичного розвитку материкових зледенінь і до чергування аридних та елювіальних епох. Більшість вчених до 1930-х рр. стояло на позиції полігляціалізму та ритмічності кліматичних коливань, які проявилися в чергуванні льодовикових та міжльодовикових періодів; зв'язок цих коливань з астрономічною теорією коливань клімату знаходить щораз більшу кількість прибічників.
До початку XX ст. австрійські вчені А. Пенк та Е. Брікнер розробили льодовикову стратиграфію Альп, основану на виділенні 4 зледенінь: гюнцського в пліоцені (еоплейстоцені, якщо приймати межу антропогену 1,65 млн років), міндельського, риського та вюрмського в плейстоцені. Пізніше було відкрито ще одне найдавніше — дунайське заледеніння. Для материкових зледенінь, які покривають великі площі материків Північної півкулі, було розроблено власні стратиграфічні схеми, з відомим ступенем умовності, що зіставляються з альпійською; при цьому зледеніння іноді підрозділяються на стадії та міжстадіали.
За сучасними уявленнями, заледеніння Землі могло приймати крайні форми. Так, існує гіпотеза «Земля-сніжок» (англ. Snowball Earth), що припускає повне покриття планети льодом в частині кріогенійського і едіакарського періодів неопротерозойської ери (заключна ера протерозою, тривала від 1 млрд до 542 млн років тому), і, можливо, в інші геологічні епохи. Зокрема, виявлено відкладення льодовикових осадів в тропічних широтах під час кріогенію (850—630 млн років тому).
Вплив періодичних зледенінь відбився і на Світовому океані, що встановлюється за зміною вмісту в черепашках планктонних організмів, піднятих з дна океану, ізотопів кисню 18О (зміна прошарків з холодолюбними та теплолюбними видами). Періоди заледенінь супроводжувалися значними змінами ізотопного складу вуглецю осадових порід (відношення 13C/12C).
Зміни клімату приводили до суттєвої перебудови природних географічних зон. У моря Західної та Південної Європи проникли північні види молюсків. Вимерла більшість неогенових форм ссавців і досягли розквіту нові типово четвертинні групи, такі як слони, справжні бики, однопалі коні, некореневозубі полівки та ін. У деяких з цих груп протягом Ч. п. відбувалися вимирання одних форм і поява інших, що дало можливість виділити ряд фауністичних комплексів, які послідовно змінюються.
Зледеніння залишали після себе морени, флювігляціальні та озернольодовикові відклади. Льодом покривалися великі площі океанів, а область розвитку вічномерзлих порід під час останніх заледенінь простягалася до Південної Франції. Найсуворіший був клімат у зв'язку з великою аридизацією під час пізньоплейстоценових зледенінь, хоча площі, зайняті льодом, були меншими. У прилеглих до зледеніння областях виникла широка перигляціальна зона зі своєрідним ландшафтом, який сполучається з тундрою та степом. Лісова зона відтіснялася до Півдня, звужувалася, а місцями зовсім щезала. У перигляціальній зоні формувалися леси та лесоподібні породи; проживала холодолюбна фауна: мамонти, шерстисті носороги (у даний час повимирали), вівцебики, північні олені, песці, лемінги, полярні куріпки (у той період поширилися до передгір'їв Криму та Північного Кавказу), а також степові та лісостепові групи — коні, сайга, бізони, великорогі олені. Під час міжльодовикового періоду відновлювалася близька до сучасної зональність, клімат ставав іноді теплішим сучасного.
Під час льодовикового періоду рівень моря знижувався іноді до 100 м і більше по відношенню до сучасного і на місці морських проток виникали сухопутні «містки», по яких відбувалася міграція наземних фаун. У міжльодовиковий період рівень моря знову наблизився до сучасного. Місцями, як наприклад, на Північно-Східній Європейській частині та на Півночі Західно-Сибірської рівнини, рівень моря і під час зледеніння був вищим за сучасний, що може бути пов'язане з гляціоізостатичним зануренням цих районів.
Встановлено, що за останні 800 тис. років було вісім льодовикових епох, кожна з яких тривала від 70 до 90 тис. років. Сусідні льодовикові епохи розділялися відносно короткими (10-30 тис. років) інтергляціалами.
Про багаторазовість кліматичних коливань свідчать киснево-ізотопні криві, складені англійським вченим Н. Шеклтоном та американським — Н. Опдайком, і криві інсоляції югославського вченого М. Миланковича та ін.
Понад 10 тис. років тому на межі плейстоцену та голоцену відбулася глобальна зміна клімату. Рівень океану був вищим майже на 100 м за сучасний. Відбулися суттєві зміни в ландшафтах та рослинному покриві, вимерла більшість тварин, які не зуміли пристосуватися до нових умов. У Північній Америці межа лісу просунулася майже на 1000 км до Півночі, така ж картина спостерігалася і на Північній Євразії (у дещо менших масштабах).

## Становлення та розвиток людини
Четвертинний період — період становлення та розвитку людини. Перша поява Homo erectus (пітекантропа) у Східній Африці датується близько 1,6 млн років. (за іншими даними — бл. 2 млн років).
Зіставлення послідовності подій на Східно-Європейській рівнині з історією первісної людини показує, що протягом більшої частини плейстоцену, починаючи з лихвинського міжльодовикового періоду і до микулинецького міжльодовикового періоду, на рівнині проживали люди середньої та пізньої ашельської культури. До микулинецького міжльодовикового періоду відноситься мустьєрська культура, яка продовжувала існувати і в першій половині останньої льодовикової епохи. У той же період починає розселятися пізньопалеолітична людина. Сліди більш ранньої, ніж середньоашельська, культури встановлені в Закавказзі (стоянка Азих у Азербайджані, вік її близько 0,7-1 млн років), а також у Закарпатті (стоянка Королево) і на Півдні Таджикистану (Кульдара, 750—800 тис. років). Первісні люди (Homo sapiens) мігрували під час міжльодовикового періоду далеко на Північ, а в холодний льодовиковий період відкочовували на південь континенту. У пізньому плейстоцені вони широко розселилися на величезних просторах перигляціальних степів. До цього періоду людина вже вміла будувати оселі, виготовляти примітивні знаряддя праці та мисливства, шити одяг, користуватися вогнем. Перехід від пізнього палеоліту через мезоліт до неоліту збігається з перебудовою природного середовища від пізнього плейстоцену до голоцену.
Слід наголосити, що сучасна палеонтологія продовжує пошуки і досить обережно ставиться до остаточних висновків датування появи первісних людей на Землі. За останні десятиліття відкриті й досліджені численні стоянки людини в палеоліті, які виходять у часових рамках за раніше сформовані концепції (зокрема, стоянки: Kanapoi, Кенія, 4,5 млн років, Laetoli, Кенія, 3,6-3,8 млн років, Kastenedolo, Італія, 3-4 млн років, Yuanmou Basin, Китай, 3 млн років, Marimar, Аргентина, Південна Америка, 2-3 млн років, Red Crag, Англія, 2,0-2,5 млн років та інш.).